# Pilosocereus pentaedrophorus
Pilosocereus pentaedrophorus ist eine Pflanzenart in der Gattung Pilosocereus aus der Familie der Kakteengewächse (Cactaceae). Das Artepitheton pentaedrophorus bedeutet ‚fünf Flächen tragend‘. Trivialnamen sind „Facheiro“, „Facheiro Fino“ und „Mandacarú de Veado“.

## Beschreibung
Pilosocereus pentaedrophorus wächst strauchig oder baumförmig, ist spärlich bis reichlich verzweigt und erreicht Wuchshöhen von bis zu 6 Metern. Die aufrechten oder anlehnenden, glauk blaugrünen Triebe sind verholzt und haben Durchmesser von 3 bis 7,5 Zentimetern. Es sind 4 bis 10 Rippen mit waagerechten Querfurchen vorhanden. Die durchscheinenden Dornen sind gelblich braun. Die bis zu 3 Mitteldornen, die auch fehlen können, sind aufsteigend bis abstehend oder gebogen und 1 bis 2,6 Zentimeter lang. Die 2 bis 12 ausgebreiteten Randdornen sind 4 bis 20 Millimeter lang. Ein blühfähiger Teil der Triebe ist nicht ausgeprägt. Die blühfähigen Areolen befinden sich in der Nähe der Triebspitze und sind über mehrere Rippen verteilt.
Die sich allmählich erweiternden Blüten sind 3,5 bis 5,5 Zentimeter lang und weisen Durchmesser von bis zu 2,8 Zentimetern auf. Die niedergedrückt kugelförmigen Früchte erreichen Durchmesser von 2 bis 3 Zentimetern, reißen seitlich auf und enthalten ein purpur- bis magentafarbenes Fruchtfleisch.

## Systematik, Verbreitung und Gefährdung
Pilosocereus pentaedrophorus ist in den brasilianischen Bundesstaaten Pernambuco, Bahia und Minas Gerais verbreitet.
Die Erstbeschreibung als Cereus pentaedrophorus wurde 1853 von J. Labouret veröffentlicht. Ronald Stewart Byles und Gordon Douglas Rowley stellten die Art 1957 in die Gattung Pilosocereus. Weitere nomenklatorische Synonyme sind Cephalocereus pentaedrophorus (Labour.) Britton & Rose (1920) und Pseudopilocereus pentaedrophorus (Labour.) Buxb. (1968).
Pilosocereus pentaedrophorus wird in der Roten Liste gefährdeter Arten der IUCN von 2013 als „Least Concern (LC)“, d. h. als nicht gefährdet geführt.

## Nachweise